# Ljubymiwka (Polohy, Molotschansk)
Der ukrainische Ort Ljubymiwka (ukrainisch Любимівка) in der Stadtgemeinde Molotschansk geht auf das deutsch-mennonitische Dorf Lindenau zurück.

## Lindenau
Lindenau wurde 1804 von 21 Familien aus Preußen gegründet. Der Siedlungsort war 500 Meter vom Fluss Molotschna entfernt und lag in einer kleinen Niederung. Anfangs als Siedlung Nr. 5 geführt, wurde der Ort danach nach einem Ort in Preußen benannt. Die Umgebung wurde oft überschwemmt war aber gutes Weideland. Als Ackerland wurde die höher gelegene Steppe im Süden gewählt. Als erste Behausungen baute man Erdhütten, und Doppel- oder Mehrfamilienhäuser aus Holz. Die ersten Jahre waren schwer und von Missernten gezeichnet. Um 1840 erreichten die Weizenerträge die Durchschnittswerte der Kolonie. In Lindenau befand sich die größte Baumschule der Kolonie. 1908 lebten hier 454 Menschen und es gab drei Schmieden, zwei Wagenhersteller, eine dampfgetriebene Kornmühle, einen Industriewarenhandel und einen Brunnenbaubetrieb. Zunächst hab es ein Dorfschule, später eine Zentralschule gebaut. Während des Bürgerkriegs wurden viele Dorfbewohner von Bande getötet. Nach Machtübernahme der Sowjets stellte die Dampfmühle ihren Betrieb ein und wurde zu einer Kirche umgebaut, die wiederum 1931 geschlossen wurde. Heute sind nur einige wenige Mennonitenbauten erhalten. Im September 1943 wurden die Bewohner nach Deutschland vertrieben.